# Liste der Baudenkmäler in Eching (Landkreis Landshut)
Auf dieser Seite sind die Baudenkmäler in der niederbayerischen Gemeinde Eching zusammengestellt. Diese Tabelle ist eine Teilliste der Liste der Baudenkmäler in Bayern. Grundlage ist die Bayerische Denkmalliste, die auf Basis des Bayerischen Denkmalschutzgesetzes vom 1. Oktober 1973 erstmals erstellt wurde und seither durch das Bayerische Landesamt für Denkmalpflege geführt wird. Die folgenden Angaben ersetzen nicht die rechtsverbindliche Auskunft der Denkmalschutzbehörde.

## Baudenkmäler nach Ortsteilen

### Eching
| Lage                       | Objekt                                                        | Beschreibung | Akten-Nr.             | Bild           |
| -------------------------- | ------------------------------------------------------------- | --- | --------------------- | -------------- |
| Fischerstraße 1 (Standort) | Wohnstallhauses                                               | zweigeschossiger Blockbau mit Frackdach, umlaufender Schrot mit gedrechselten Schrotsäulen, bezeichnet 1609. | D-2-74-124-23         | BW             |
| Pfarrstraße 6 (Standort)   | Katholische Pfarrkirche St. Johann Baptist, Mauer und Kapelle | Saalkirche, barocke Anlage von 1710/11, Gliederung durch Lisenen und umlaufenden Sockel, Westturm mit Zwiebelhaube; mit Ausstattung; Friedhofsmauer, 18./19. Jahrhundert; Grabkapelle der Grafen Preysing, in basilikaler Form, mit Lisenengliederung und Rundbogenfries, neuromanisch, 1891; mit Ausstattung.                                                | D-2-74-124-2 Wikidata | weitere Bilder |
| Pfarrstraße 8 (Standort)   | Pfarrhof mit Wirtschaftsgebäude                               | Wohnhaus, zweigeschossiges Gebäude mit Schopfwalmdach, Standerker mit Zwerchhausabschluss, neubarock, um 1910; Wirtschaftsgebäude, massiv, mit Schopfwalm und Ecklisenen, neubarock, gleichzeitig; Torbogen zwischen Wohn- und Wirtschaftsgebäude, gleichzeitig; erhaltene Teile der Einfriedung, Zugangstor und Pfeiler über Sockelmauer, wohl gleichzeitig. | D-2-74-124-1 Wikidata | weitere Bilder |

### Berghofen
| Lage                     | Objekt                                | Beschreibung | Akten-Nr.             | Bild                                |
| ------------------------ | ------------------------------------- | --- | --------------------- | ----------------------------------- |
| Dorfstraße (Standort)    | Katholische Kirche St. Peter und Paul | Saalkirche, südseitig viergeschossiger Turm mit Steildachabschluss, südlich Spitzbogenportal in rechteckiger Mauerverstärkung, gotische Anlage des 14. Jahrhunderts; mit Ausstattung.                                         | D-2-74-124-4 Wikidata | weitere Bilder                      |
| Dorfstraße 25 (Standort) | Wohnstallhaus eines Vierseithofs      | zweigeschossiges Gebäude mit Schopfwalmdach und Schrot, an der Ostseite Heiligenfiguren in Nischen, bezeichnet 1912; Ostflügel, zweigeschossiger Satteldachbau, mit korbbogiger Durchfahrt und eingebauter Hauskapelle, 1884. | D-2-74-124-5 Wikidata | Wohnstallhaus eines Vierseithofs    |
| Dorfstraße 20 (Standort) | Wohnhaus eines ehemaligen Hakenhofs   | eingeschossiges, südlich zweigeschossiges Gebäude mit Halbwalmdach, mit Blockbau-Obergeschoss sowie Trauf- und Giebelschrot, 18. Jahrhundert.                                                                                 | D-2-74-124-6 Wikidata | Wohnhaus eines ehemaligen Hakenhofs |

### Haunwang
| Lage                     | Objekt                                     | Beschreibung | Akten-Nr.             | Bild                                       |
| ------------------------ | ------------------------------------------ | --- | --------------------- | ------------------------------------------ |
| An der Kirche (Standort) | Katholische Kirche St. Katharina mit Mauer | Saalkirche, spätgotische Anlage, Mitte 15. Jahrhundert, das Kirchenschiff im Kern älter, barock umgeformt, am Chor abgesetzte Streben und Dachfries, Westturm mit Eingangshalle, mit Spitzhelm (erneuert); Friedhofsmauer, 18./19. Jahrhundert mit älterem Kern. | D-2-74-124-8 Wikidata | Katholische Kirche St. Katharina mit Mauer |
| Kirchgasse 4 (Standort)  | Wohnstallhaus                              | eingeschossiger Satteldachbau mit Greddach, 19. Jahrhundert. | D-2-74-124-9 Wikidata | Wohnstallhaus                              |

### Hüttenfurth
| Lage                                         | Objekt             | Beschreibung                                                                                       | Akten-Nr.              | Bild               |
| -------------------------------------------- | ------------------ | -------------------------------------------------------------------------------------------------- | ---------------------- | ------------------ |
| Hüttenfurth Ecke Straße nach Grub (Standort) | Kapelle Maria-Hilf | kleiner massiver Satteldachbau mit einfacher Putzgliederung, 18./19. Jahrhundert; mit Ausstattung. | D-2-74-124-10 Wikidata | Kapelle Maria-Hilf |

### Kronwinkl
| Lage                                                          | Objekt                                         | Beschreibung | Akten-Nr.              | Bild                           |
| ------------------------------------------------------------- | ---------------------------------------------- | --- | ---------------------- | ------------------------------ |
| Hofmark 1 (Standort)                                          | Schlosswirtschaft mit Pavillon und Einfriedung | zweigeschossiger Satteldachbau, mit Rundbogenportal, 18. Jahrhundert; Pavillon, zweigeschossiges massives Gebäude mit Zeltdach, wohl gleichzeitig; Einfriedung, erhaltene Teile der älteren Ziegelmauer, 18./19. Jahrhundert. | D-2-74-124-12 Wikidata | weitere Bilder                 |
| Hofmark 25 (Standort)                                         | Ehemaliges Kleinbauernhaus                     | eingeschossiger Satteldachbau, Teilblockbau mit Greddach, im Kern erste Hälfte 18. Jahrhundert. | D-2-74-124-13 Wikidata | Ehemaliges Kleinbauernhaus     |
| Schloßstraße 2 (Standort)                                     | Katholische Kirche St. Stephan                 | Saalkirche, barocke Anlage von 1768 anstelle eines Baus des 15. Jahrhunderts, nördlich Chorflankenturm mit Glockenhaube und bekrönendem Obelisk, Turmuntergeschosse 15. Jahrhundert; mit Ausstattung. | D-2-74-124-11 Wikidata | Katholische Kirche St. Stephan |
| Schloßstraße 4 (Standort)                                     | Schloss Kronwinkl                              | Vierflügelanlage mit romanischem Bergfried, 12./13. Jahrhundert und gotischer Ringmauer, Wohntrakte aus dem 16./17. Jahrhundert, der nordöstlich vorgelagerte Lehenstock um 1580 errichtet, die Zinnengiebel von 1860; Schlosskapelle innerhalb des Bergfrieds von 1673; mit Ausstattung; Schlosspark im Stil des Englischen Landschaftsgartens, 19. Jahrhundert. | D-2-74-124-14 Wikidata | weitere Bilder                 |
| Osterfeld (an der Straße von Haunwang nach Viecht) (Standort) | Lourdeskapelle                                 | ziegelsichtiger Satteldachbau, bezeichnet 1889; mit Ausstattung. | D-2-74-124-15 Wikidata | Lourdeskapelle                 |

### Steinzell
| Lage                  | Objekt                           | Beschreibung                                                                           | Akten-Nr.              | Bild                             |
| --------------------- | -------------------------------- | -------------------------------------------------------------------------------------- | ---------------------- | -------------------------------- |
| Haus Nr. 3 (Standort) | Wohnstallhaus eines Vierseithofs | erdgeschossiger und verputzter Ziegelbau mit Satteldach, um 1800, Stalleinbau um 1850. | D-2-74-124-20 Wikidata | Wohnstallhaus eines Vierseithofs |

### Thal
| Lage                           | Objekt                                | Beschreibung | Akten-Nr.              | Bild                                  |
| ------------------------------ | ------------------------------------- | --- | ---------------------- | ------------------------------------- |
| St.-Vitus-Straße 20 (Standort) | Katholische Kirche St. Veit mit Mauer | Saalkirche, südlich Chorflankenturm mit Spitzhelm, spätgotische Anlage der zweiten Hälfte 15. Jahrhundert, erneuert 1856 und 1886; mit Ausstattung; mit Friedhofsmauer, 18./19. Jahrhundert. | D-2-74-124-16 Wikidata | Katholische Kirche St. Veit mit Mauer |

### Viecht
| Lage                     | Objekt          | Beschreibung | Akten-Nr.              | Bild            |
| ------------------------ | --------------- | --- | ---------------------- | --------------- |
| Bachstraße 12 (Standort) | Kleinbauernhaus | eingeschossiger, Satteldachbau, teilweise verputzter Blockbau, im Kern zweite Hälfte 18. Jahrhundert, 1849 erneuert. | D-2-74-124-17 Wikidata | Kleinbauernhaus |

## Ehemalige Baudenkmäler
In diesem Abschnitt sind Objekte aufgeführt, die früher einmal in der Denkmalliste eingetragen waren, jetzt aber nicht mehr. Objekte, die in anderem Zusammenhang – also z. B. als Teil eines Baudenkmals – weiter eingetragen sind, sollen hier nicht aufgeführt werden. Aktennummern in diesem Abschnitt sind ehemalige, jetzt nicht mehr gültige Aktennummern.

| Lage                                                  | Objekt                   | Beschreibung | Akten-Nr.              | Bild       |
| ----------------------------------------------------- | ------------------------ | --- | ---------------------- | ---------- |
| Berghofen Thaler Bruck (südlich des Ortes) (Standort) | Wegkapelle               | kleiner massiver Satteldachbau, 19. Jahrhundert. | D-2-74-124-7 Wikidata  | Wegkapelle |
| Haunwang Windtener Straße 11 (Standort)               | Ehemaliges Wohnstallhaus | eineinhalbgeschossiger verputzter Mauerwerksbau, Dacherker mit Balkon an der südlichen Traufseite, Stall mit böhmischem Kappengewölbe, erstes Viertel 19. Jahrhundert, Wohnteil 1908 ausgebaut. | D-2-74-124-19 Wikidata | BW         |